# Seznam východofranských králů
Seznam východofranských králů zahrnuje všechny vladaře východní části franské říše od uzavření verdunské smlouvy roku 843. Horní hranice je v případě východofranské říše velmi nezřetelná, tvoří ji však nejspíš vláda Jindřicha Ptáčníka (919–936), zakladatele saské dynastie. Od nástupu jeho syna Oty I. Velikého, který roku 962 získal císařský titul (renovatio imperii), došlo totiž ve východofranské říši k takovým změnám, že již lze mluvit o Svaté říši římské, třebaže sám název je doložen až později. Zmíněné dělení je jen pomocné, periodizační, protože Ota Veliký náležel k téže saské dynastii jako jeho otec Jindřich Ptáčník. Na druhé straně je takové členění nutné, neboť Jindřicha, jehož mocenskou základnou bylo v podstatě jen Sasko (odtud označení „saský král“), nelze pokládat za panovníka Svaté říše římské. 
Dva vladaři východofranské říše – Karel III. Tlustý a Arnulf Korutanský – měli současně s královskou hodností titul císaře, Karel Tlustý pak nakrátko ovládl prakticky celou franskou říši v hranicích před rokem 843. Pokud jde o krále Konráda I., ten  byl původně franským vévodou (tj. vládcem historické země Franky v Německu) a na trůn se dostal volbou po vymření východofranské linie Karlovců.

## Seznam východofranských králů 843–936

### Dynastie Karlovců
- Ludvík II. Němec 843–876
- Karloman Východofranský 876–880, král bavorský a italský
- Ludvík III. Mladý 876–882, král saský
- Karel III. Tlustý 876–887/8, od 879 král italský, od 881 císař římský, od 885 král západofranský
- Arnulf Korutanský 887/8–899, od 894 král italský, od 896 císař římský
- Ludvík IV. Dítě 900–911, syn Arnulfa a Ody z rodu Konrádovců

### Dynastie franská (Konrádovci)
- Konrád I. Mladší 911–918

### Dynastie saská (Liudolfingové/Otoni)
- Jindřich I. Ptáčník 919–936
- Ota I. Veliký 936–973, od 962 císař Svaté říše římské